# Kindercantate

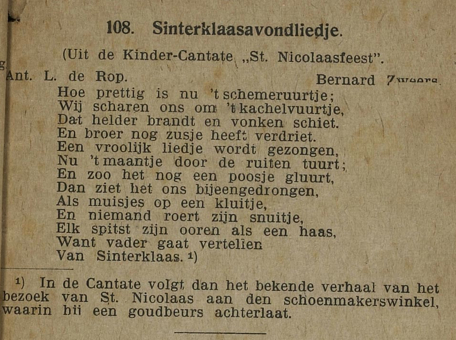
Liedblad met een liedje uit de kindercantate St.-Nicolaasfeest (1890), geschreven door De Rop en Zweers.

Een kindercantate is een zangstuk voor kinderen met instrumentale begeleiding. Het gaat om een muzikaal-verhalend (oftewel lyrisch-episch) werk voor koor en solisten. Het stuk bestaat uit verschillende onderdelen (voor koor, solozang en soms ook instrumentale gedeeltes), die samen één samenhangend verhaal vormen.
Een cantate heeft gewoonlijk een beperkte duur, van zo'n 20 à 40 minuten. Het wordt vaak opgevoerd bij een feestelijke gelegenheid, zoals een jubileum of een sinterklaasviering (een zogeheten gelegenheidsmuziekstuk). Anders dan bij een kinderoperette of kindermusical wordt er bij een cantate géén toneel gespeeld of gedanst.
Kindercantates waren in het Nederlandse taalgebied met name in zwang in de periode 1850-1950. Een bekend liedje uit een kindercantate  is het marslied 'De paden op, de lanen in / Vooruit met flinken pas', geschreven door Antoon de Rop en Richard Hol (in: In den zomer uit, 1888).

## Lijst van Nederlandstalige kindercantates
De kindercantates in onderstaande lijst staan op chronologische volgorde naar het jaar van verschijnen. Deze lijst is niet volledig.
- 1878 – De wereld in! (tekst: Julius De Geyter; muziek: Peter Benoit)
- 1885 – Kindercantate (tekst: onbekend; muziek: Emile Wambach)
- 1886 – Vacantie (tekst: J. te Winkel; muziek: Johannes Worp)
- 1888 – Een dag naar buiten (tekst: Martinus Gesinus Lambert van Loghem; muziek: Gustaaf Adolf Heinze)
- 1888 – In den zomer uit (tekst: Antoon de Rop; muziek: Richard Hol)
- 1890 – Vrij-af (tekst: D.M. Maaldrink; muziek: Henri van den Berg)
- 1890 – St.-Nicolaasfeest (tekst: Antoon de Rop; muziek: Bernard Zweers)
- 1893 – Michiel Adriaansz. de Ruyter (tekst: Willem Hendrik Hasselbach; muziek: Arnoldus Lijsen)
- 1894 – Naar buiten (tekst: onbekend; muziek: Hendrik Arnoldus Meijroos)
- 1895 – Leidens strijd en zegepraal (tekst: Willem Hendrik Hasselbach; muziek: Arnoldus Lijsen)
- 18xx – Hoezee voor de jeugd (tekst: Jos.M. Reynders; muziek: Marius van 't Kruijs)
- 18xx – Kerstcantate (tekst: Jacoba Mossel; muziek: Catharina van Rennes)
- 18xx – De standvastige tinnen soldaat (tekst naar Hans Andersen; muziek: Hendrika van Tussenbroek)
- 1905? – Roodkapje (tekst: onbekend; muziek: Jac. Bonset)
- 1906 – Een winterdag (tekst: Katharina Leopold; muziek: Kor Kuiler)
- 1909 – Blij Nederland, geboorte prinses Juliana (tekst: Jac.Joh. Deetman; muziek: Marius van 't Kruijs)
- 1910? – Zomerpret (tekst: G. Leenheer; muziek: Marius van 't Kruijs)
- 1931 – De geschiedenis van Jozef (tekst: Sara Maria Bouman-van Tertholen; muziek: onbekend)
- 1935? – De poppenkast  (tekst en muziek: Willem Sprink)
- 1940 – De morgen in 't bos (tekst: René De Clercq; muziek: Flor Peeters)

## Lijst van anderstalige kindercantates
Duits
- Der kleine Klaus und der große Klaus. Singe-Spiel für Kinder, naar het sprookje van Andersen (muziek: Jens Rohwer, 1934)
- Des Kindes Freud und Leid (muziek: Hugo Herrmann, 1948)
- König Midas (tekst: Günter Kunert; muziek: Kurt Schwaen, 1960)
- Weihnachtskantate für Kinder (Colin Mawby)

Engels
- George and the dragon (muziek: Kerry Milan)
- Helen ahoy (muziek: Kerry Milan)

Tsjechisch
- Malý princ (naar De kleine prins van Antoine de Saint-Exupéry) (muziek: Ivana Loudová, 1967)